# Парижская зелень (Подпольная империя)
«Парижская зелень» (англ. «Paris Green») — 11-й эпизод первого сезона телесериала канала HBO «Подпольная империя», премьера которого состоялась 28 ноября 2010 года. Сценарий был написан супервайзовым продюсером Говардом Кордером, а режиссёром стал Аллен Култер.

## Сюжет
Агент Ван Алден продолжает сомневаться во лжи агента Себсо о смерти свидетеля, побуждая Себсо позвать Наки, чтобы попросить какие-то зацепки, чтобы вернуть доверие его босса. Наки говорит Себсо о незаконной дистиллизации в лесу на окраине города, и предлагает Себсо сказать об этом Ван Алдену. Когда они ищут дистиллизацию, двое агентов приезжают к реке крещения чёрной церкви. Ван Алден проливает слёзы, возможно, раскаиваясь за то, что опустился до выпивания и прелюбодеяния в предыдущем эпизоде. Когда Себсо, который является евреем, просит перевода в Детройт, он противостоит всё ещё подозревающему Ван Алдену по поводу его неприязни и антисемитизма. Раздражённый, несмотря на его действительную вину, Себсо требует узнать, как он может заслужить его доверие, перед тем как уйти. В ответ, Ван Алден приводит его к реке и издевается над ним, чтобы он прошёл крещение. Движимый в религиозное безумие смущением Себсо и отказом "покаяться", Ван Алден неоднократно макает его в воду, и заканчивает тем, что топит его. Ван Алден объявляет толпе, что Божественная справедливость противостояла, оставив его намерения двусмысленными.
Коммодор Кестнер, предшественник Наки и биологический отец Джимми, умирает. Джиллиан просит Джимми навестить его, что Джимми неохотно делает. Джимми отмечает, что Джиллиан было 13 лет, когда он родился, а Коммодору было 50, делая это изнасилованием. Коммодор пытается успокоить Джимми, даже сказав, что "городом управляет не тот человек", подразумевая, что Джимми должен вытеснить Наки, про которого Джиллан говорит, что это он привёл её Коммодору десятилетия назад. Джимми решает остаться с отцом, пока он отходил. Решение показывает решающее значение, поскольку он является первым, кто узнал, когда врачи обнаруживают огромное количество мышьяка (Парижская зелень) в образце волос Коммодора. Коммодор начинает восстанавливаться, и Джимми противостоит Джиллиан с пустой канистрой мышьяка, которую он нашёл в мусорке. Он заверяет её в своей поддержке, независимо от её намерений, но она молчит.
Ротштейна вызывают в Чикаго, чтобы защититься от ставок, которые он фальсифицировал на Мировой серии 1919 года. Братья Д'Алессио ушли в подполье и скрываются за пределами Атлантик-Сити. Ричард Хэрроу, партнёр-ветеран Джимми, нашёл одного из них, проживающего с членами семьи. Кроткий Хэрроу безжалостно предполагает убийство семьи. Он предполагает, что может заставить братьев "держать головы наготове".
Между тем, Анджела вынашивает план покинуть город со своим сыном и Мэри Диттрих, оставив записку для Джимми и идя в фотостудию. Там она обнаруживает, что магазин пуст, так как Диттрихи скрываются (в следующей сцене нам показывают, что Роберт знает, что его жена собирается уехать во Францию). Расстроенная и беспомощная Анджела несётся домой, обнаружив только, что Джимми уже прочёл записку. С их сыном в комнате, ни один из них не упоминает про записку, и Джимми, кажется, решил вести себя как раньше.
Наки продолжает справляться с двойной нагрузкой со стороны победы на выборах и гангстерской войны с братьями Д'Алессио. Между тем, парень Маргарет "продолжал заставлять" свою соседку Анабелль терять все свои деньги в оригинальной схеме Понци. Когда он забирает жизненные сбережения Аннабелль, она предлагает восстановить своим старые отношения с Наки. Маргарет ловит их за разговором в офисе и позже спорит с ним, критикую Наки за то, что он вовлёк её в свой бизнес, затем настаивая, что она игнорирует его неприглядные реалии. Наки утверждает, что собственные выборы Маргарет свели их вместе, и ни один из них не отражается хорошо на её собственном характере. Маргарет также уравнивает свои подозрения по поводу его участия в смерти её мужа, Ганса, подозрения, которые Наки косвенно подтверждает, отмечая, что никто из них не сожалеет или должен сожалеть о том, что случилось с жестоким Гансом.
Брат Наки, Илай, в ярости, так как подозрения Маргарет подтвердились, он ставит под угрозу Илая, который осуществлял убийства по приказам Наки. Илай оскорбляет Маргарет, называя её обязательством, созданным эгоизмом Наки, и критикуя лицемерное неприятие насилия Наки. После бурной ссоры, Наки выбрасывает Илая из Республиканского билета в пользу полоумного заместителя Хэллорана, который напрашивался на номинацию. Наки прибывает в дом Маргарет, обнаружив, что она ушла, её местонахождение неизвестно.
Последняя сцена показывает силуэт пары на променаде, возможно Джимми и Анджелы, воссоединившихся после ухода Мэри, идущих на шоу.

## Реакция

### Реакция критиков
IGN похвалил эпизод, назвав его "выдающимся", и продолжил: "С исчезновением безопасных сетей, а его пальцы затянуты вокруг спускового крючка пистолета, направленного на Ротштейна, Наки теперь одинок, в окружении войны, которая может пойти любым путём, но хорошим. Будущее неопределённо, напряжение висит, а фанаты сериала находятся в лучшем положении, возможно ведущее к тому, что обязательно будет финалом с изменением игры."
The A.V. Club дал эпизоду оценку A-.

### Рейтинги
Эпизод в целом посмотрели 3.004 миллионов зрителей.